# کیر گیلکریست
کیر گیلکریست (انگلیسی: Keir Gilchrist؛ زادهٔ ۲۸ سپتامبر ۱۹۹۲) هنرپیشه اهل کانادا است. وی از سال ۲۰۰۳ میلادی تاکنون مشغول فعالیت بوده‌است.
از فیلم‌هایی که در آن نقش داشته می‌توان به سکوت مطلق، اشتراک گذاشتن، قلعه در زمین و او تعقیب می‌کند اشاره کرد.